# بيت المعمودية

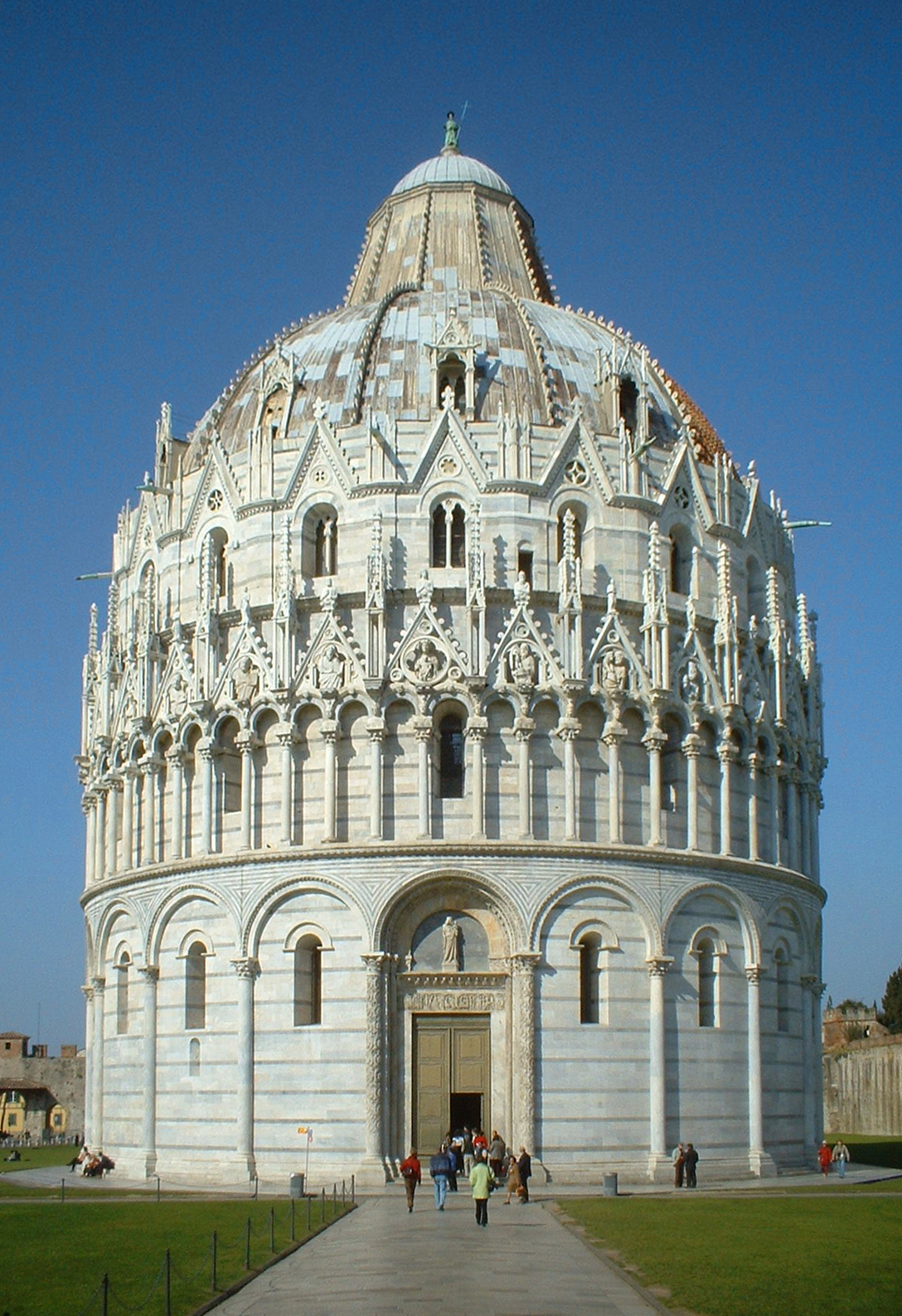
بدأ بناء بيت معمودية بيزا عام 1152 وانتهت عام 1363

بيت المعمودية أو بيت التعميد في العمارة المسيحية هو هيكل منفصل مخطط مركزيًا يحيط بجرن المعمودية. يمكن بيت المعمودية داخل جسد الكنيسة أو الكاتدرائية ، وتزويدها بمذبح ليكون مصلى. في الكنيسة المبكرة، كان الموعوظون يُعلَّمون ويُعطى سر المعمودية في بيت المعمودية.